# Reuterův pomník
Reuterův pomník se nachází na kopci na okraji lesa cca 1,3 km zjz od centra Boršova nad Vltavou a připomíná sestřelení amerického letce kapitána Raymonda F. Reutera protileteckou palbou z letiště v Plané.

## Sestřelení
17. dubna 1945 probíhal rozsáhlý nálet na německé cíle a 503. peruť 339. stíhací skupiny USAAF, jejímž velitelem byl kapitán Raymond F. Reuter, měla za cíl chránit bombardéry před německými stíhačkami Messerschmitt Me 262 Schwalbe. Američtí stíhači létali na letadlech P-51 Mustang. Západně od Prahy byla letka napadena flakem a rozpadla se, Reuter poté společně s druhým stíhačem Williamem R. Preddym pronásledovali jeden Messerschmitt směrem na jih. Ten je navedl nad vojenské letiště v Plané, kde byli oba sestřeleni. Reuter se zřítil u Boršova nad Vltavou a na místě zemřel, Preddy se zřítil u Záluží a zemřel po převozu do českobudějovické nemocnice. Též v místě dopadu Preddyho u Záluží se nachází pomník.

## Pomník

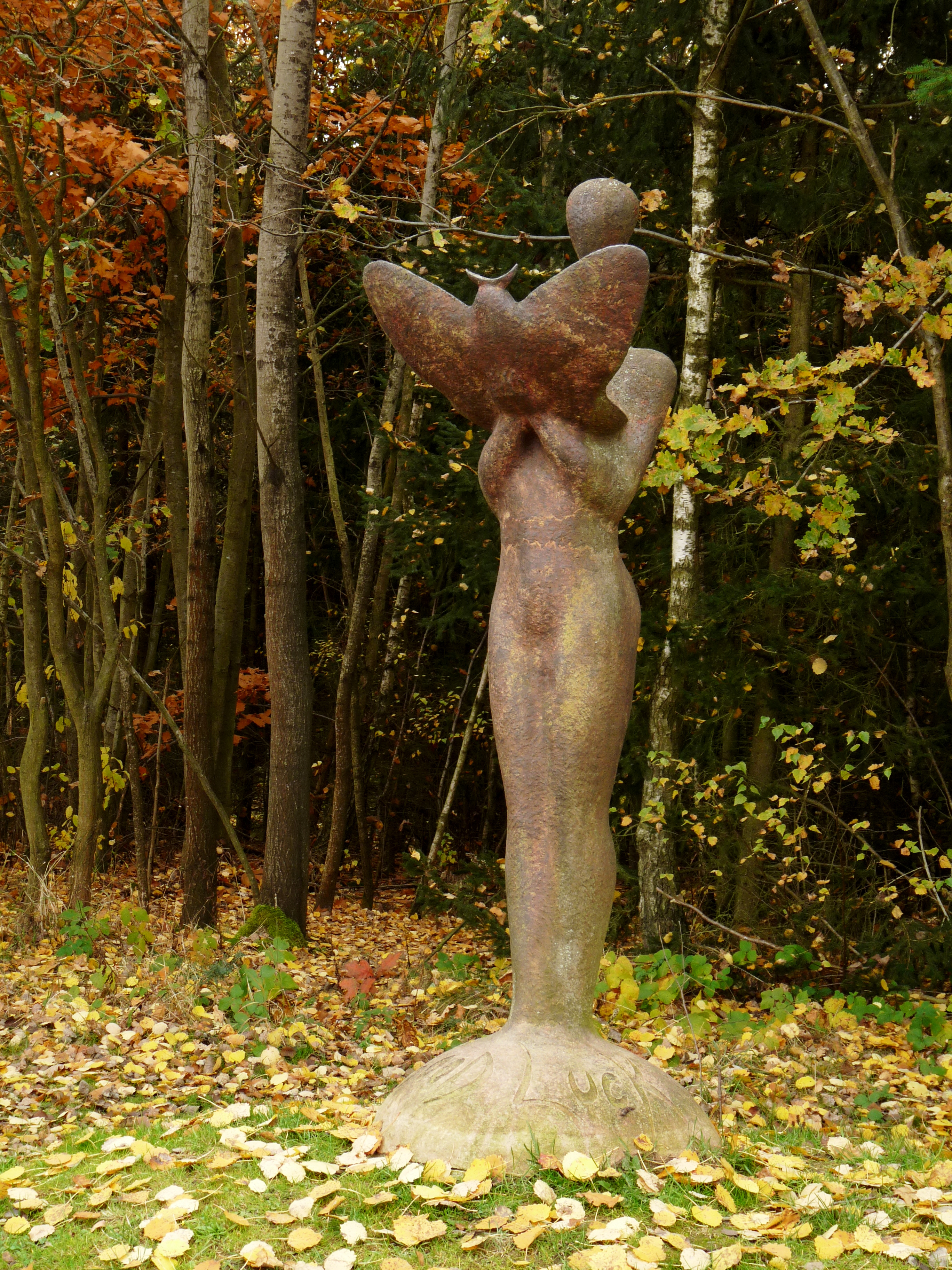
Socha poblíž pomníku

Na místě sestřelu se nachází kamenný pomník s kovovou deskou s českým a anglickým nápisem, zřízený po sametové revoluci péčí Františka Hokra, jenž zde má též drobný pomníček, dále na místo sestřelu instalovala obec Boršov nad Vltavou roku 2014 pietní sochu postavy vypouštějící motýla a tabuli s popisem událostí.
K pomníku vede odbočka (společná s odbočkou na hrádek Boršov z červené turistické značky, jež vede po Fritschově stezce); k pomníku vede též cesta přímo z Boršova nad Vltavou, jež navazuje na ulici K Pilotovi.